# Nieul
Pour les articles homonymes, voir Nieul (homonymie).
Nieul est une commune française située dans le département de la Haute-Vienne, en région Nouvelle-Aquitaine.
Ses habitants s'appellent les Nieulois, Nieuloises.

## Géographie
La commune de Nieul a une superficie de 17 km2. La plus grande ville la plus proche est Limoges, qui est située à 12 km au sud-est.
Le territoire communal est traversé par la rivière la Glane.

### Communes limitrophes
Les communes limitrophes sont Saint-Jouvent, Chaptelat, Couzeix, Peyrilhac et Saint-Gence.
| Peyrilhac   |       | Saint-Jouvent |
| Saint-Gence | Nieul | Chaptelat     |
|             |       | Couzeix       |

### Climat
Pour des articles plus généraux, voir Climat de la Nouvelle-Aquitaine et Climat de la Haute-Vienne.
Historiquement, la commune est exposée à un climat océanique limousin.  
En 2020, Météo-France publie une typologie des climats de la France métropolitaine dans laquelle la commune est exposée à un climat océanique altéré et est dans la région climatique  Ouest et nord-ouest du Massif Central, caractérisée par une pluviométrie annuelle de 900 à 1 500 mm, maximale en automne et en hiver.
Pour la période 1971-2000, la température annuelle moyenne est de 11,3 °C, avec une amplitude thermique annuelle de 14,8 °C. Le cumul annuel moyen de précipitations est de 1 049 mm, avec 14,5 jours de précipitations en janvier et 8 jours en juillet. Pour la période 1991-2020, la température moyenne annuelle observée sur la station météorologique la plus proche, située sur la commune de Nantiat à 9 km à vol d'oiseau, est de 12,0 °C et le cumul annuel moyen de précipitations est de 1 099,6 mm,. Pour l'avenir, les paramètres climatiques de la commune estimés pour 2050 selon différents scénarios d’émission de gaz à effet de serre sont consultables sur un site dédié publié par Météo-France en novembre 2022.

## Urbanisme

### Typologie
Au 1er janvier 2024, Nieul est catégorisée commune rurale à habitat dispersé, selon la nouvelle grille communale de densité à sept niveaux définie par l'Insee en 2022.
Elle est située hors unité urbaine. Par ailleurs la commune fait partie de l'aire d'attraction de Limoges, dont elle est une commune de la couronne,. Cette aire, qui regroupe 127 communes, est catégorisée dans les aires de 200 000 à moins de 700 000 habitants,.

### Occupation des sols
L'occupation des sols de la commune, telle qu'elle ressort de la base de données européenne d’occupation biophysique des sols Corine Land Cover (CLC), est marquée par l'importance des territoires agricoles (62,8 % en 2018), en diminution par rapport à 1990 (65,2 %). La répartition détaillée en 2018 est la suivante : 
zones agricoles hétérogènes (33 %), forêts (32,3 %), prairies (25,4 %), zones urbanisées (4,8 %), terres arables (2,7 %), cultures permanentes (1,6 %). L'évolution de l’occupation des sols de la commune et de ses infrastructures peut être observée sur les différentes représentations cartographiques du territoire : la carte de Cassini (XVIIIe siècle), la carte d'état-major (1820-1866) et les cartes ou photos aériennes de l'IGN pour la période actuelle (1950 à aujourd'hui).

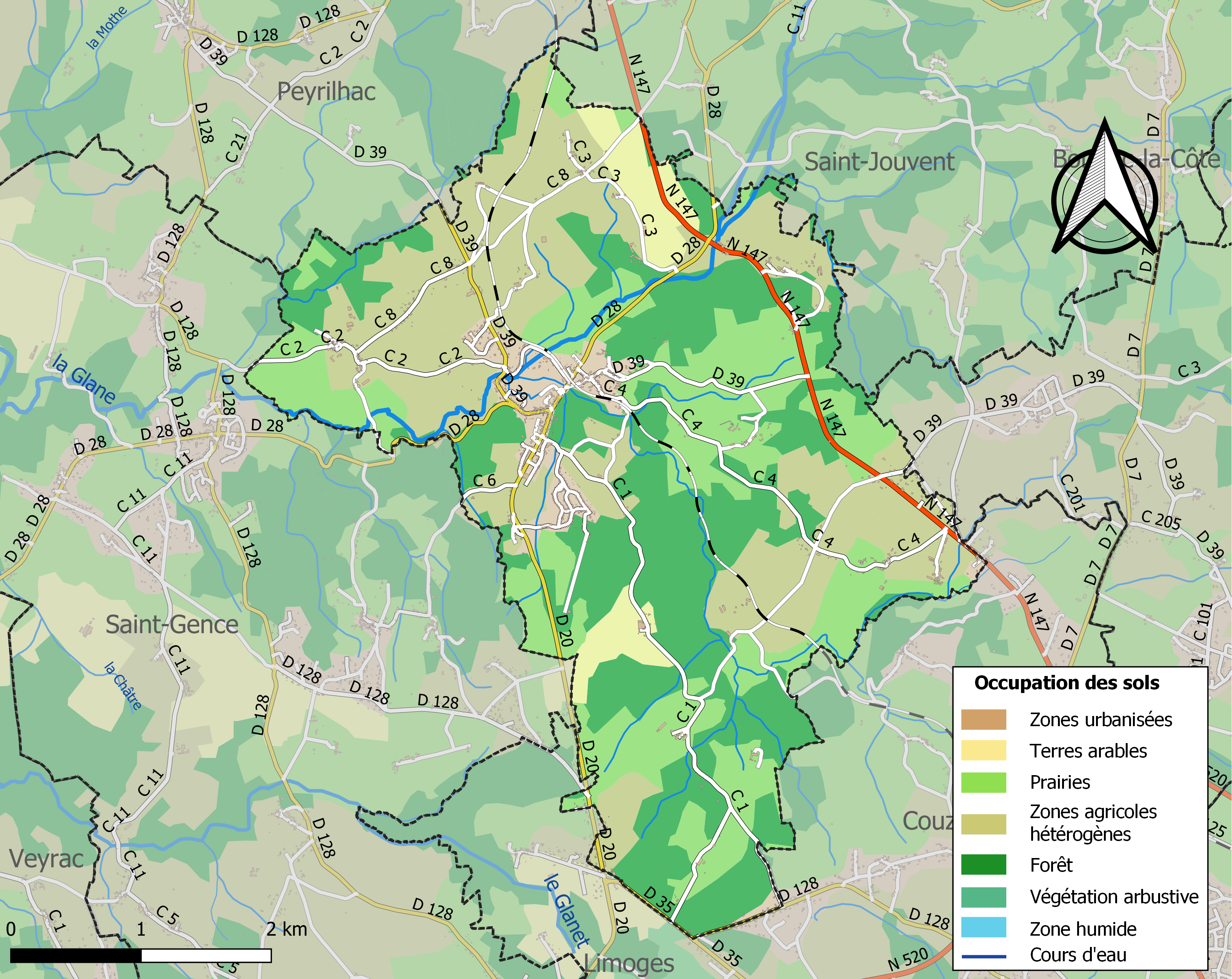
Carte des infrastructures et de l'occupation des sols de la commune en 2018 (CLC).

### Risques majeurs
Le territoire de la commune de Nieul est vulnérable à différents aléas naturels : météorologiques (tempête, orage, neige, grand froid, canicule ou sécheresse) et séisme (sismicité faible). Il est également exposé à un risque technologique,  le transport de matières dangereuses, et à un risque particulier : le risque de radon. Un site publié par le BRGM permet d'évaluer simplement et rapidement les risques d'un bien localisé soit par son adresse soit par le numéro de sa parcelle.

#### Risques naturels

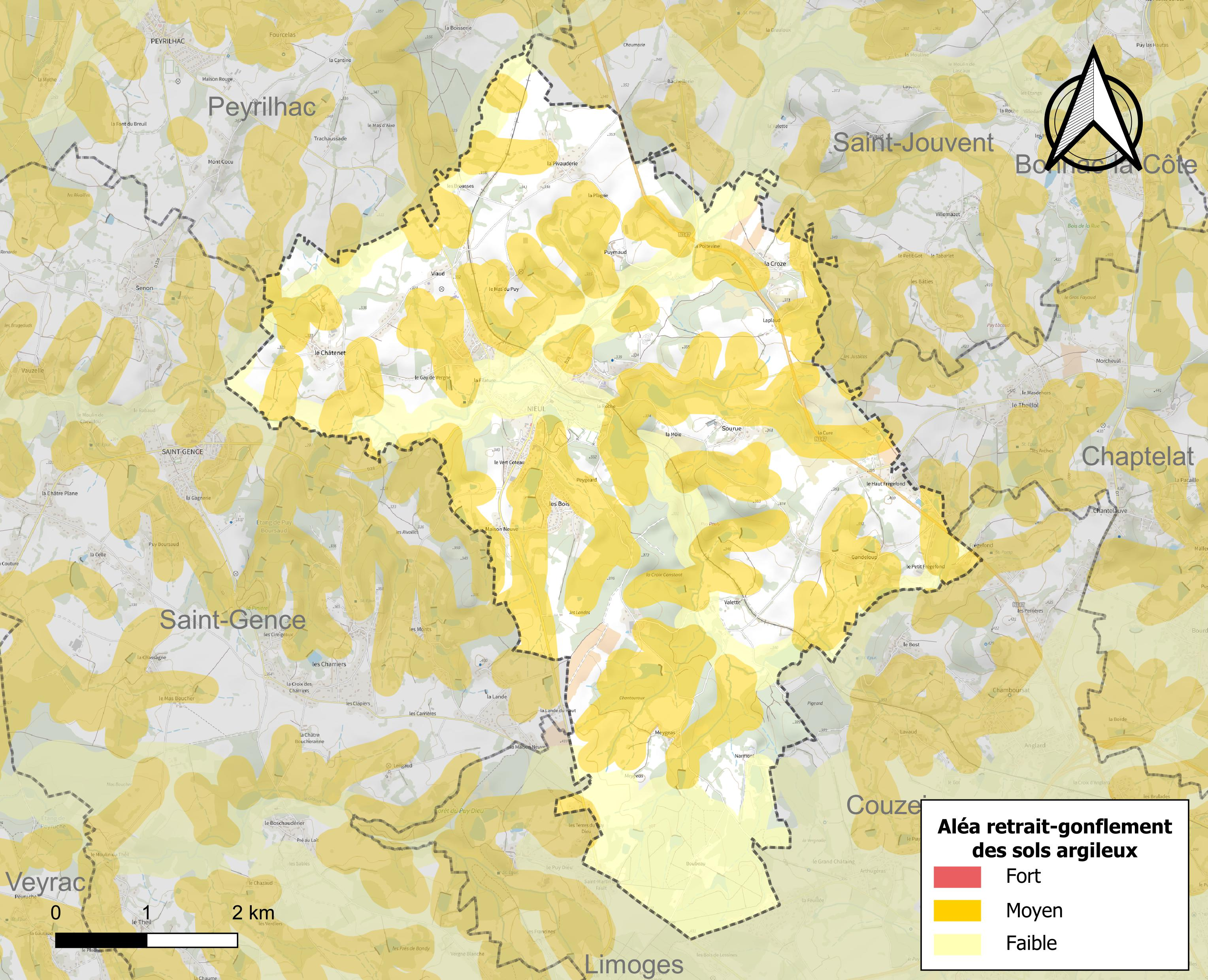
Carte des zones d'aléa retrait-gonflement des sols argileux de Nieul.

Le retrait-gonflement des sols argileux est susceptible d'engendrer des dommages importants aux bâtiments en cas d’alternance de périodes de sécheresse et de pluie. 46 % de la superficie communale est en aléa moyen ou fort (27 % au niveau départemental et 48,5 % au niveau national métropolitain). Depuis le 1er octobre 2020, en application de la loi ÉLAN, différentes contraintes s'imposent aux vendeurs, maîtres d'ouvrages ou constructeurs de biens situés dans une zone classée en aléa moyen ou fort,.
La commune a été reconnue en état de catastrophe naturelle au titre des dommages causés par les inondations et coulées de boue survenues en 1982 et 1999, par la sécheresse en 2019 et par des mouvements de terrain en 1999.

#### Risque particulier
Dans plusieurs parties du territoire national, le radon, accumulé dans certains logements ou autres locaux, peut constituer une source significative d’exposition de la population aux rayonnements ionisants. Selon la classification de 2018, la commune de Nieul est classée en zone 3, à savoir zone à potentiel radon significatif.

## Toponymie
Il s'agit d'un composé dont les deux parties viennent de la langue gauloise : novio- (« nouveau ») et -ialo (« clairière »), mais plus tard -ialo prend aussi le sens d'« habitation », « village ».
Nieul - ou encore Neulh en limousin - est donc une « nouvelle clairière » ou plus simplement un « nouveau village ».

## Histoire
Le château de Nieul eut comme propriétaire Aymeric de Nieul, ce qui figure dans un acte de 1027 du cartulaire de Saint-Étienne. Sa signature se trouve auprès de celle de Aimery Ier de Rochechouart. Ce cadet de la famille des vicomtes de Limoges voire Liste des vicomtes de Limoges, a épousé la fille de Guillaume Ier, comte d'Angoulême.
Le château, vendu comme bien national, fut la propriété du général Léonard Cacatte (1760-1837).
La carrière militaire de Léonard Cacatte : Engagé volontaires nationaux pendant la Révolution dans le 2e bataillon du département de la Haute-Vienne, lieutenant le 18 octobre 1791, capitaine de la compagnie de canonnier le 17 septembre 1792, aide de camp le 30 septembre 1793, attaché au général Jean-Baptiste Jourdan (commandant l'armée de Sambre-et-Meuse), adjudant-général /chef de brigade à titre provisoire le 28 juillet 1794, confirmé adjudant-général / chef de brigade le 13 juin 1795, chef de brigade du 6e régiment de cavalerie le 2 janvier 1799, premier aide de camp du général en chef Jourdan le 16 mars 1804, chef de l’état-major du maréchal Jourdan (alors gouverneur de Naples) le 16 septembre 1807, commandant de la place de Naples en octobre 1807. Il passe au service du gouvernement espagnol, en vertu d’un ordre du ministre de la guerre de France du 4 mars 1809. Il est commandant de la place de Madrid le 19 mars 1809 puis maréchal de camp le 21 avril 1809. Il démissionne du service de l’Espagne pour rester Français le 19 mai 1812. Il rentre au service de la France le 8 janvier 1813 avec rang de colonel. Maréchal de camp par décision de Louis XVIII, datée du 31 octobre 1814, il est admis à la retraite le 31 mai 1815 après 40 ans, 5 mois et 12 jours de service.
Le château est devenu propriété municipale à la suite d'un arrêté d'expropriation en 1936.
Des Waffen-SS allemands la 2e division SS Das Reich du 4e régiment de Panzergrenadier « Der Führer » aux ordres du commandant Adolf Diekmann en compagnie Otto-Erich Kahn chef de la compagnie et de Heinz Barth chef de section se sont cantonnés le 10 juin 1944 au soir à Nieul. Le bourg d'Oradour-sur-Glane se trouve sur le trajet de Saint-Junien à Nieul. « Le 10 juin 1944, vers 20 heures, peu après le massacre d'Oradour-sur-Glane j'ai vu et entendu des Waffen-SS chantant et jouant de l'accordéon ». Plusieurs autres témoins confirment d'ailleurs ce témoignage. Tous les habitants sont d'accord pour signaler qu'à leur arrivée à Nieul les Allemands étaient en proie à une excitation extraordinaire. Ils se répandirent dans les rues en poussant des cris. Ils ont déclaré avoir été surpris par le calme et la correction de l'accueil de la population qui ne savait encore rien de ce qui s'était passé à Oradour. Ils se sont montrés très méfiants. Les officiers décidèrent de ne pas se séparer et de coucher dans la même pièce. On rentre d'une dure expédition. On a eu chaud ! On boit, on boit beaucoup ! On passe une partie de la nuit à se laver dans les lavabos de l'école. Il y a des taches qui sont difficiles à enlever ! On gaspille vivres et vins. Et c'est la grande ripaille ! On boit, on mange, on hurle ! On profère des menaces de mort et d'incendie. De jeunes femmes sont obligées de prendre la fuite. M. Bouty, directeur d'école à Nieul, nous a fait, à ce sujet, la déclaration suivante « Les S. S. sont arrivés à Nieul, le samedi 10 juin 1944, vers 20 heures ; leurs camions, précédés d'une autochenille, se sont arrêtés sur la place devant le groupe scolaire. Aussitôt, les soldats allemands sont descendus de leurs véhicules et, peu après, un petit groupe de trois ou quatre hommes s'est dirigé vers l'école ». « L'un d'eux a donné de violents coups de botte dans la porte fermée de mon habitation. J'ai ouvert aussitôt et un soldat qui parlait un peu le français m'a demandé : « École pour 150 bonshommes ? » J'ai indiqué les classes qui avaient été réquisitionnées la veille par un détachement de soldats allemands en même temps que les deux chambres de mon logement personnel et de nombreuses autres chambres du bourg. Les soldats se sont installés dans les classes, et, durant toute la nuit, de nombreux camions ont évolué dans les cours de récréation. Les officiers qui devaient occuper les chambres de mon appartement ne sont pas venus. J'ai appris, plus tard, qu'ils s'étaient fait porter des matelas dans la salle d'un bâtiment communal où ils passèrent la nuit. » Le lendemain, dimanche, les soldats allemands se sont fait préparer des repas dans les maisons du bourg de Nieul, Ils reprirent la route le 11 juin direction Normandie direction le Débarquement de Normandie.
La tempête du 27 décembre 1999 a causé des dégâts considérables dans le parc. Pour lui redonner sa beauté et son charme, la tâche de la municipalité en collaboration avec l'Office National des Forêts (O.N.F), sera longue et difficile. Déjà d'importants travaux ont pu permettre au public de circuler à nouveau dans les allées principales du parc. De nombreux bénévoles ont répondu présents et sont intervenus pour accélérer le dégagement des chablis ; le broyage des souches ou leur repositionnement ont permis de redonner un visage moins meurtri au parc ; la reconstruction du mur d'enceinte a été réalisée...
Inauguré le 17 octobre 1998, l'espace Georges-Emmanuel Clancier comprend une salle pour enfants, « l'heure du comte », et une bibliothèque riche de 5 000 volumes. des ouvrages peuvent être empruntés moyennant une cotisation annuelle de trois euros pour une durée de trois semaines. Ainsi s'affirme la vocation culturelle du château.

## Politique et administration

### Liste des maires
| Période                                  | Période   | Identité           | Étiquette | Qualité                                           |
| ---------------------------------------- | --------- | ------------------ | --------- | ------------------------------------------------- |
| mars 1971                                | mars 1977 | Edouard Mouratille |           |                                                   |
| mars 1977                                | mai 1992  | Jean Mahaut        | PCF       | Conseiller général du canton de Nieul (1967-2001) |
| mai 1992                                 | juin 1995 | Jean Dufour        | PCF       |                                                   |
| juin 1995                                | mars 2001 | Françoise Perot    | RPR       |                                                   |
| mars 2001                                | mars 2014 | Claude Rebeyrotte  | MRC       |                                                   |
| mars 2014                                | En cours  | Béatrice Tricard   | PS        |                                                   |
| Les données manquantes sont à compléter. |           |                    |           |                                                   |

## Démographie
L'évolution du nombre d'habitants est connue à travers les recensements de la population effectués dans la commune depuis 1793. Pour les communes de moins de 10 000 habitants, une enquête de recensement portant sur toute la population est réalisée tous les cinq ans, les populations de référence des années intermédiaires étant quant à elles estimées par interpolation ou extrapolation. Pour la commune, le premier recensement exhaustif entrant dans le cadre du nouveau dispositif a été réalisé en 2007.

En 2022, la commune comptait 1 594 habitants, en évolution de −3,34 % par rapport à 2016 (Haute-Vienne : −0,68 %, France hors Mayotte : +2,11 %).
| 1793 | 1800 | 1806 | 1821 | 1831 | 1836 | 1841 | 1846 | 1851 |
| ---- | ---- | ---- | ---- | ---- | ---- | ---- | ---- | ---- |
| 656  | 671  | 655  | 746  | 730  | 751  | 831  | 843  | 819  |

| 1856 | 1861 | 1866 | 1872 | 1876 | 1881 | 1886  | 1891  | 1896  |
| ---- | ---- | ---- | ---- | ---- | ---- | ----- | ----- | ----- |
| 810  | 821  | 786  | 772  | 801  | 943  | 1 004 | 1 022 | 1 013 |

| 1901  | 1906  | 1911  | 1921 | 1926 | 1931 | 1936 | 1946 | 1954 |
| ----- | ----- | ----- | ---- | ---- | ---- | ---- | ---- | ---- |
| 1 021 | 1 018 | 1 032 | 899  | 838  | 800  | 830  | 932  | 948  |

| 1962 | 1968 | 1975  | 1982  | 1990  | 1999  | 2006  | 2007  | 2012  |
| ---- | ---- | ----- | ----- | ----- | ----- | ----- | ----- | ----- |
| 924  | 936  | 1 001 | 1 198 | 1 348 | 1 350 | 1 521 | 1 545 | 1 624 |

| 2017  | 2022  | - | - | - | - | - | - | - |
| ----- | ----- | - | - | - | - | - | - | - |
| 1 647 | 1 594 | - | - | - | - | - | - | - |

## Culture locale et patrimoine

### Lieux et monuments

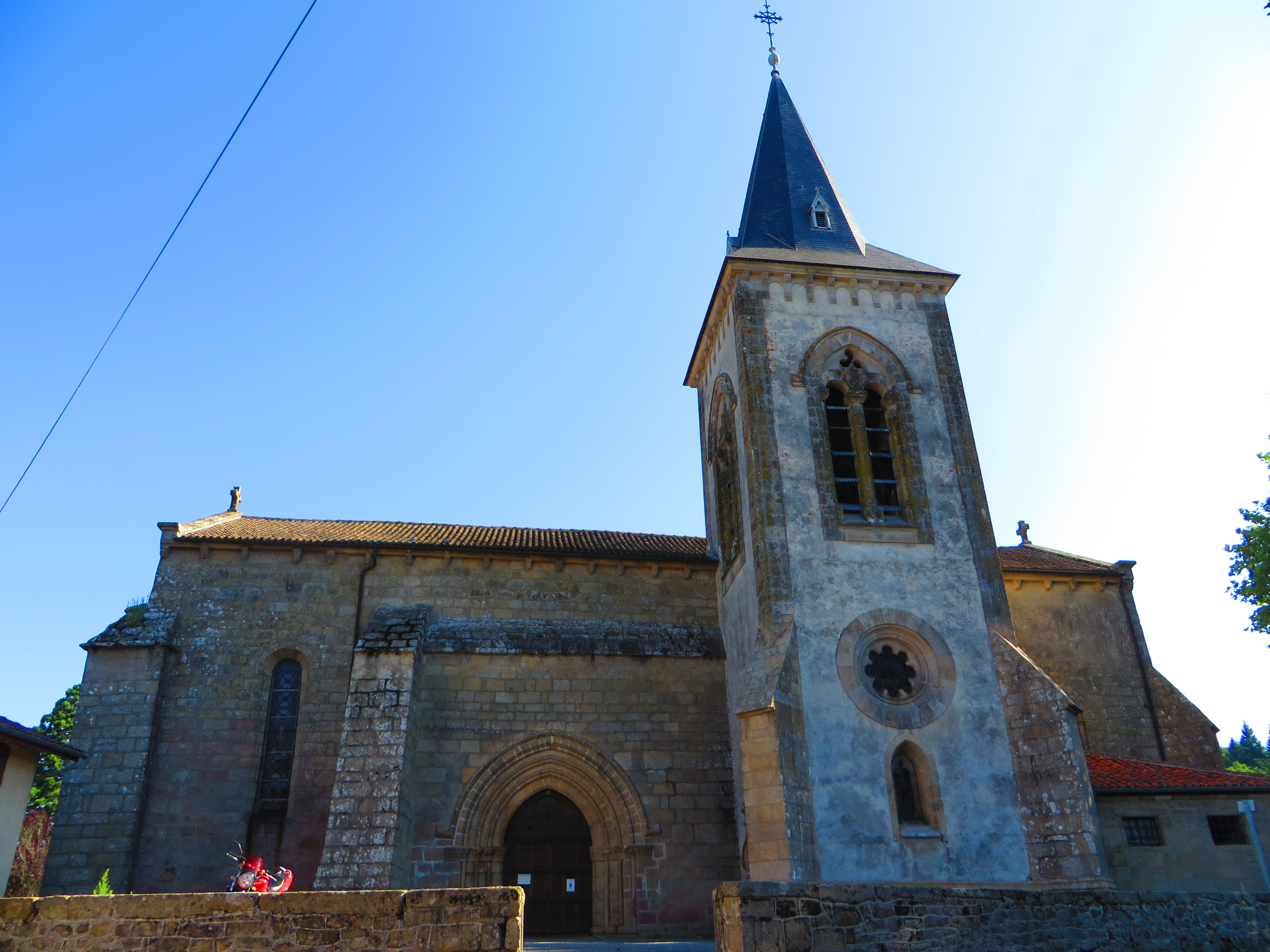
Église de l'Assomption-de-la-Vierge.

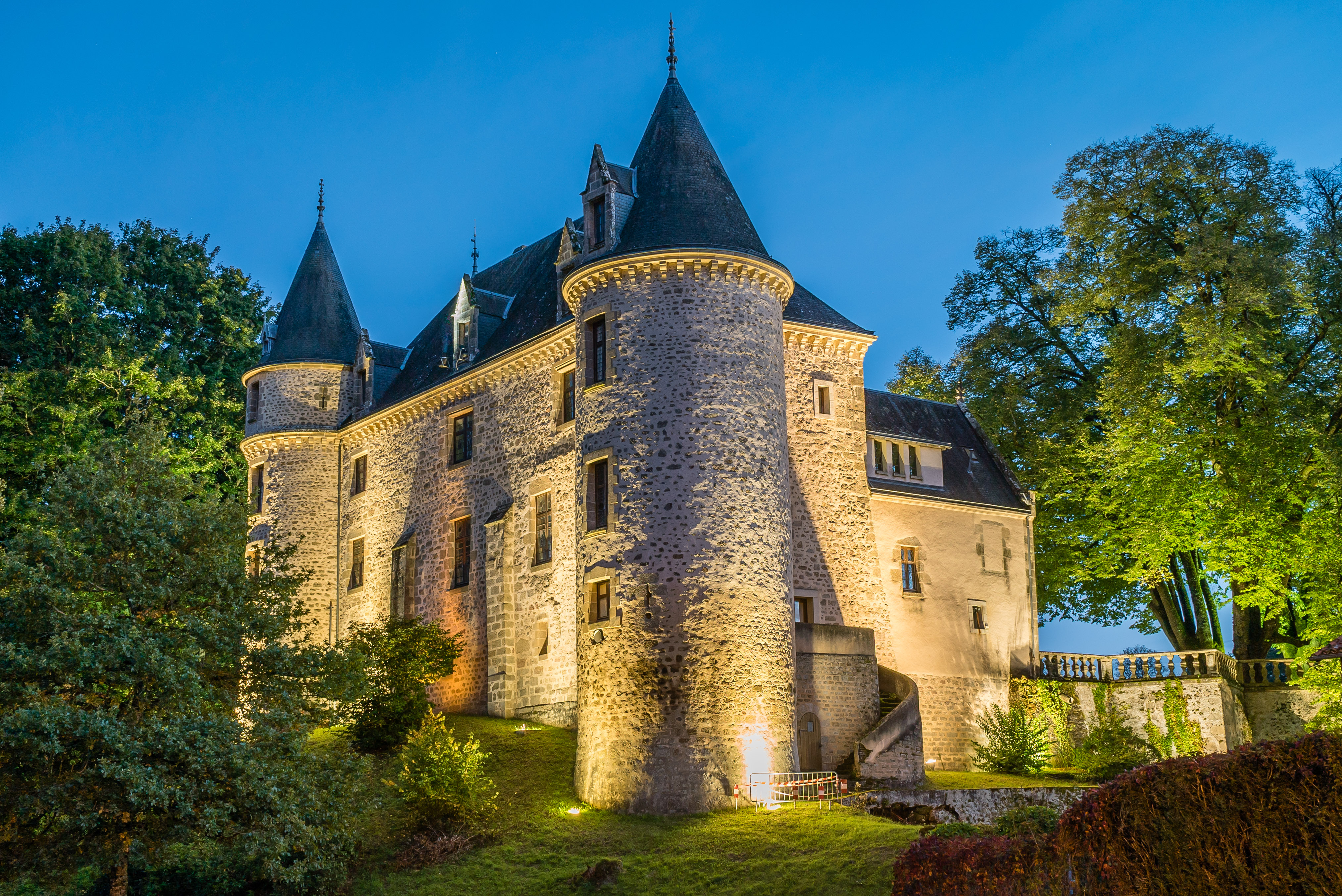
Château de Nieul éclairé à la nuit tombée.

- Église de l'Assomption-de-la-Vierge des XIIe et XIIIe siècles, avec chapelle du XVe siècle et deux oratoires en granit du XVIIe siècle.
- Le centre émetteur-radio de Limoges-Nieul, avec une antenne de 90 m. Cette installation a été arrêtée dans la nuit du 8 au 9 juillet 2014, après plus de 70 ans de fonctionnement, quasi ininterrompu de services.
- L'établissement La Chapelle Saint-Martin, un Relais & Châteaux quatre étoiles qui peut s'enorgueillir d'avoir accueilli des hôtes prestigieux, à commencer par le président Jacques Chirac et son épouse, ou Hillary Clinton. Fréquentée par des artistes comme Eddy Mitchell ou le groupe Indochine, La Chapelle Saint-Martin est aussi très prisée des acteurs du tissu industriel et des délégations étrangères en visite à Limoges.
- Le château de Nieul, l'étang et le parc du château.
- Pont de Puymaud (gallo-romain) sur la D 128 en direct de la nationale 147 Bellac - Limoges.

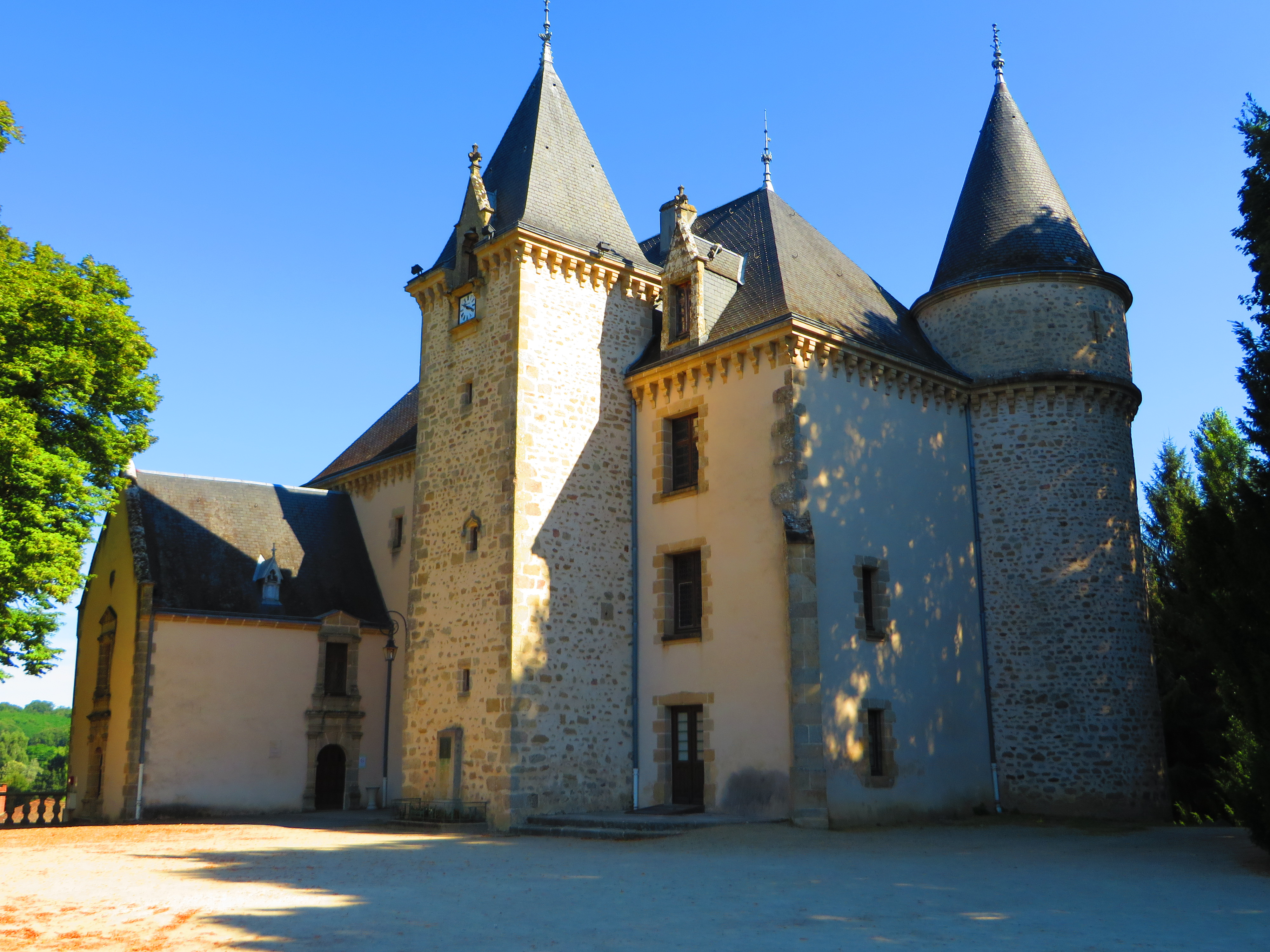
Nieul, le château.
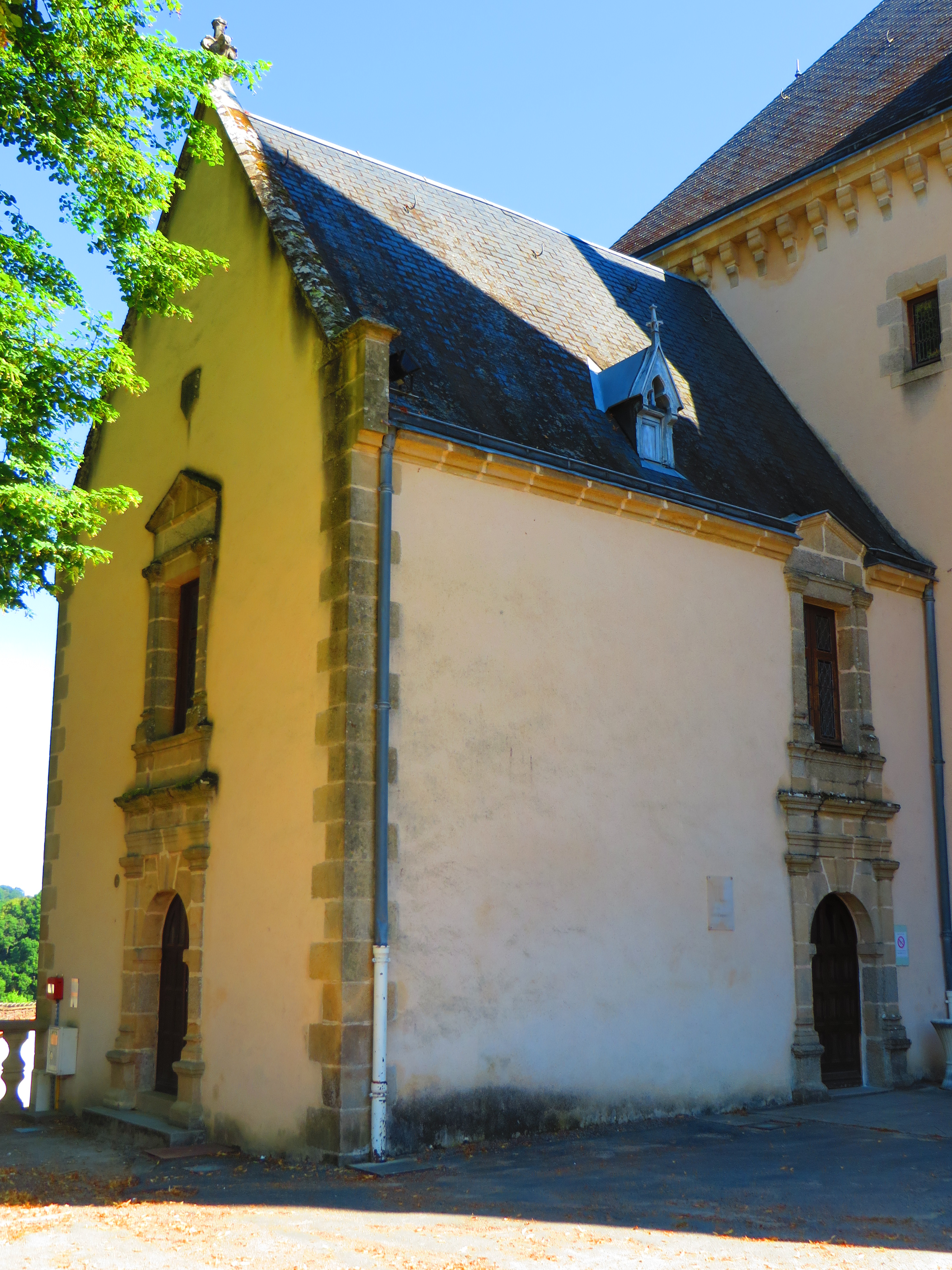
Nieul, la chapelle du château.
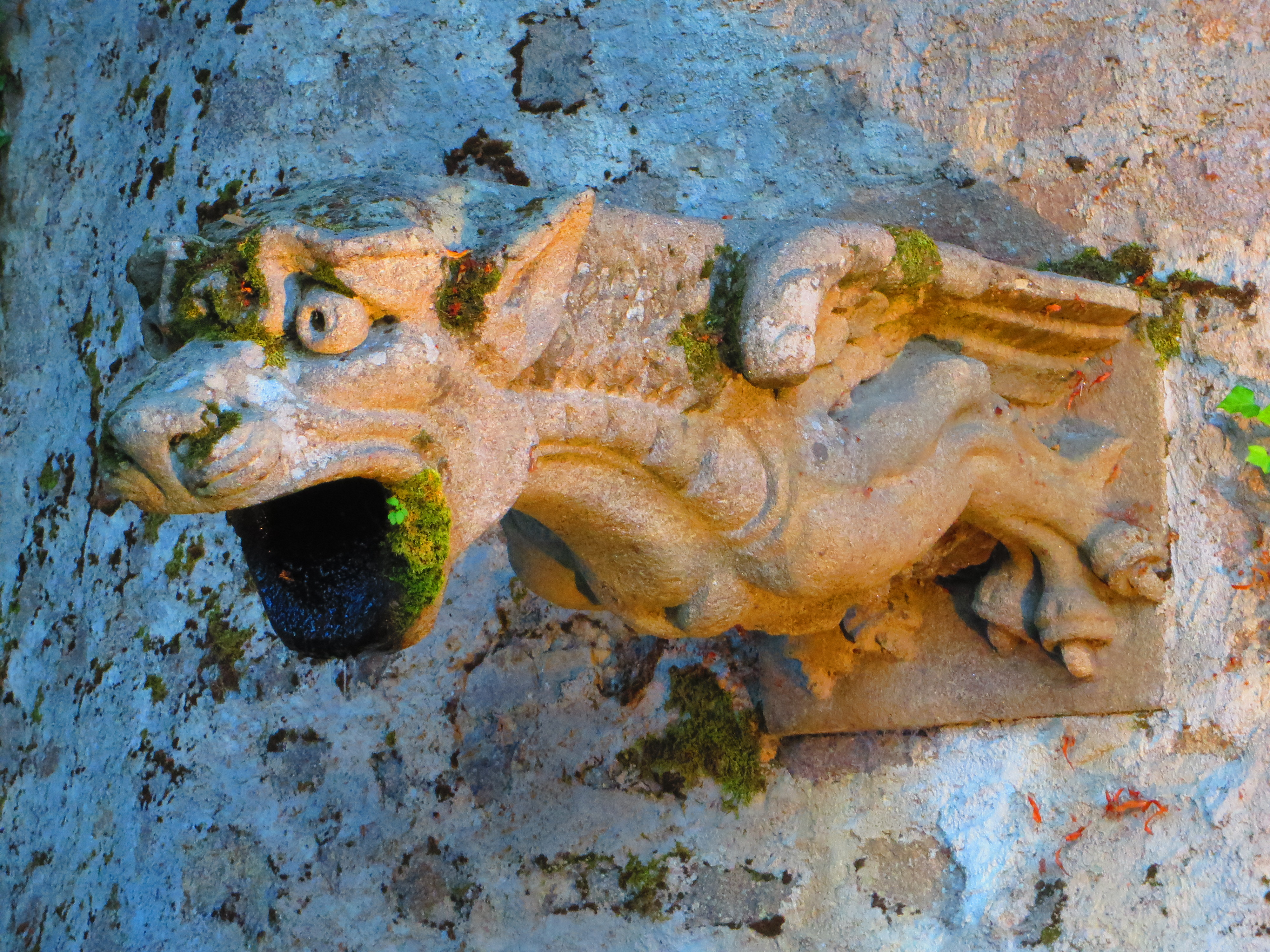
Nieul, gargouille du château.
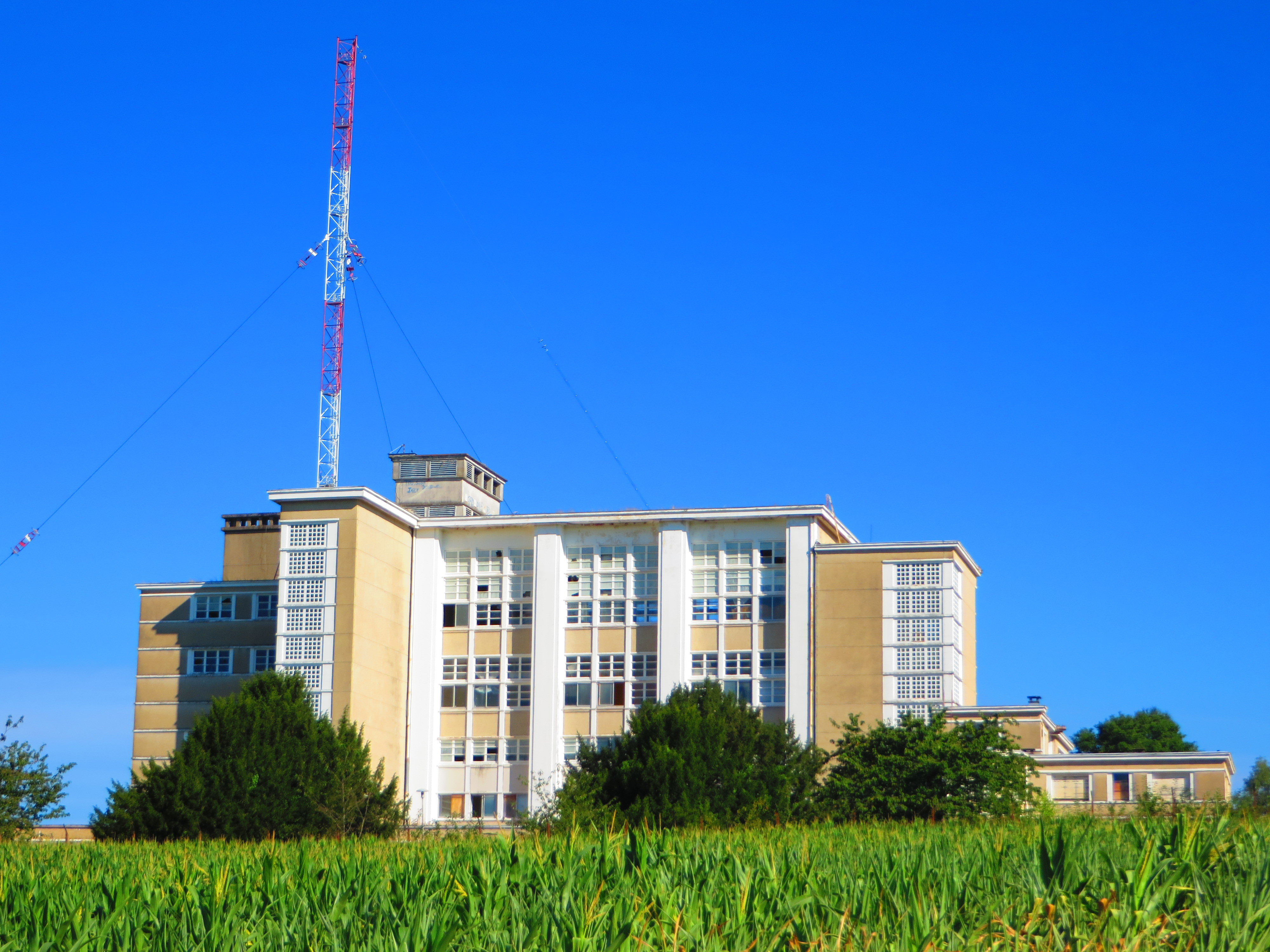
Nieul, l'émetteur.
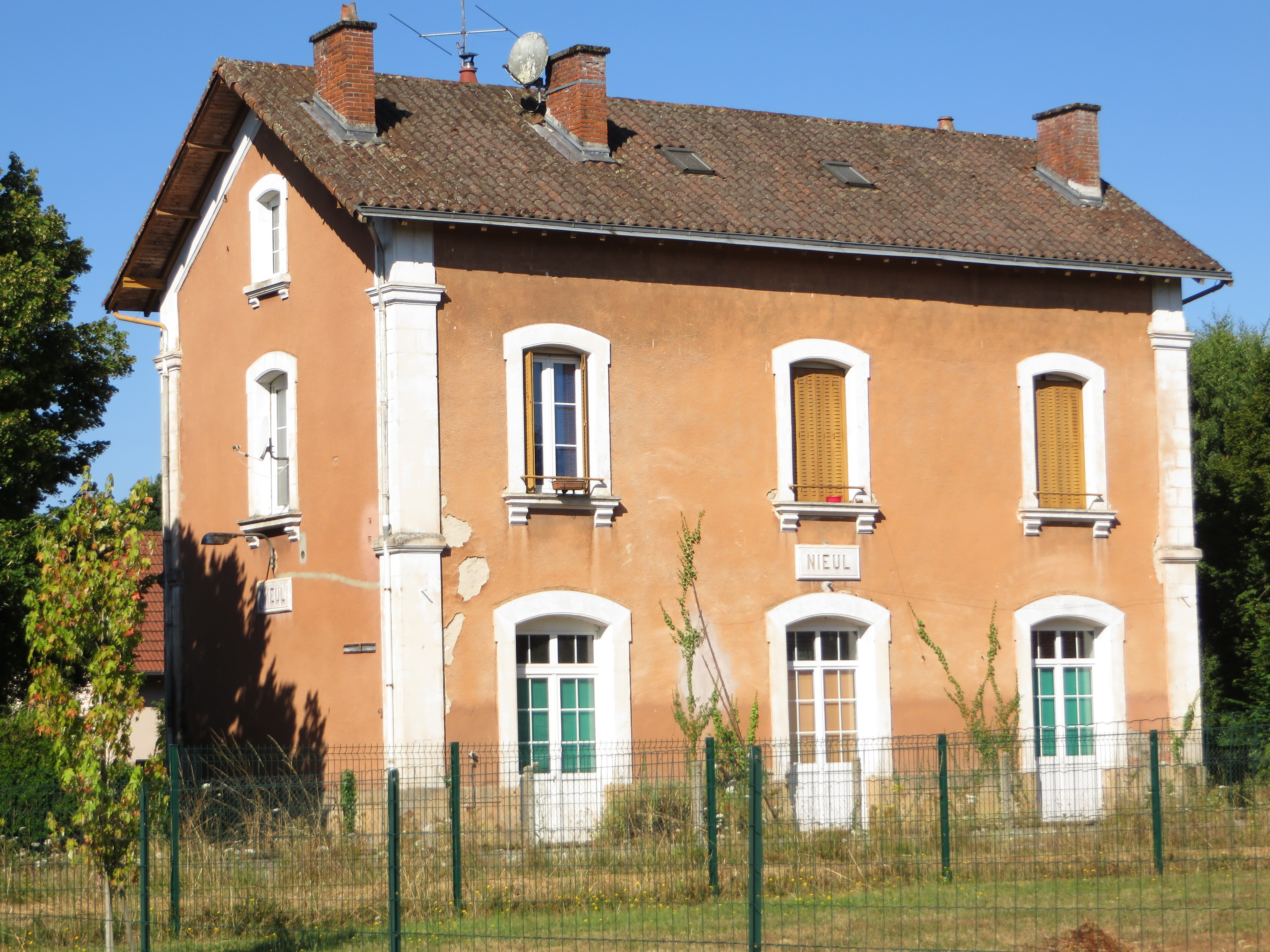
Nieul, la gare.
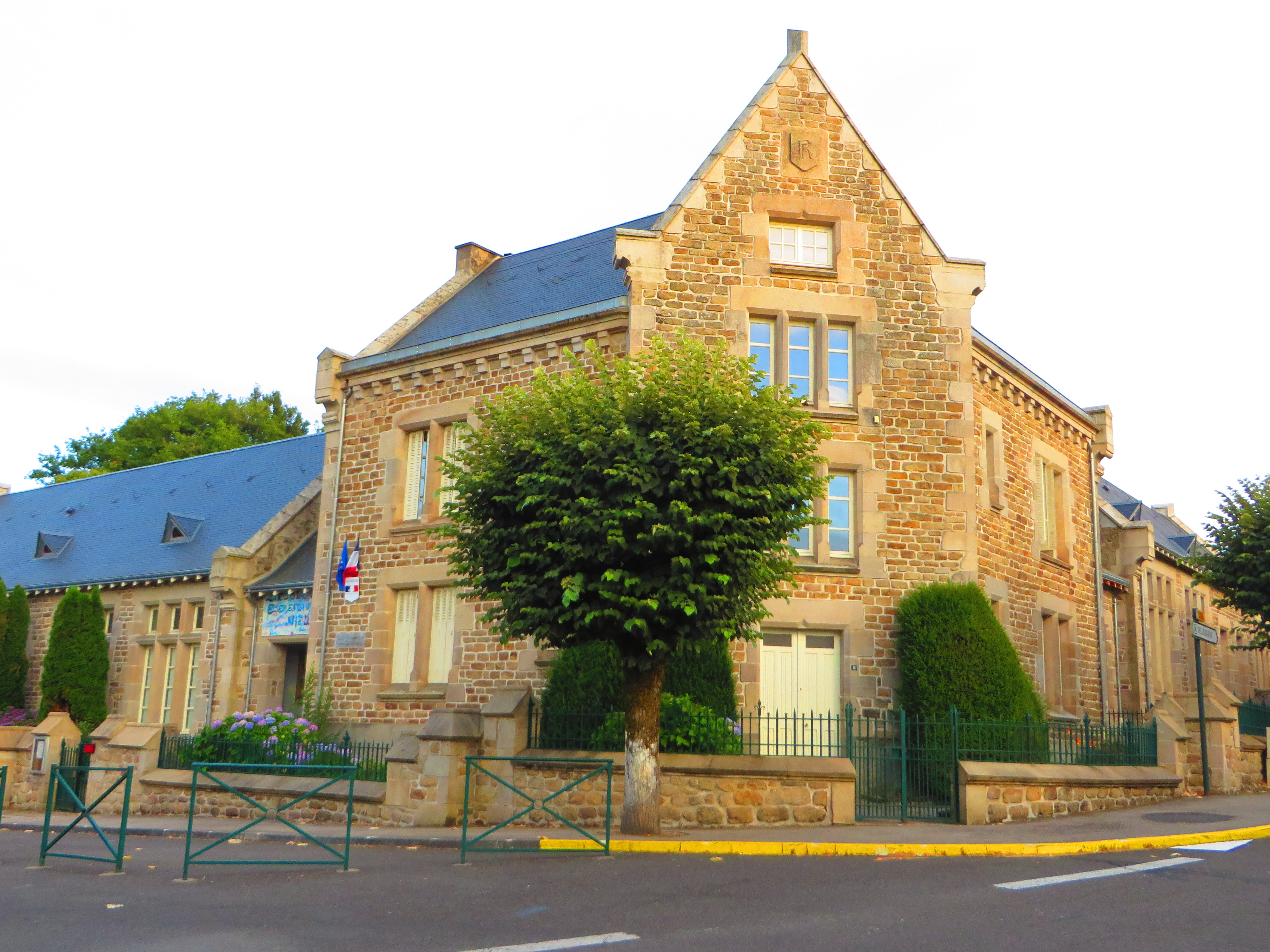
Nieul, l'école.
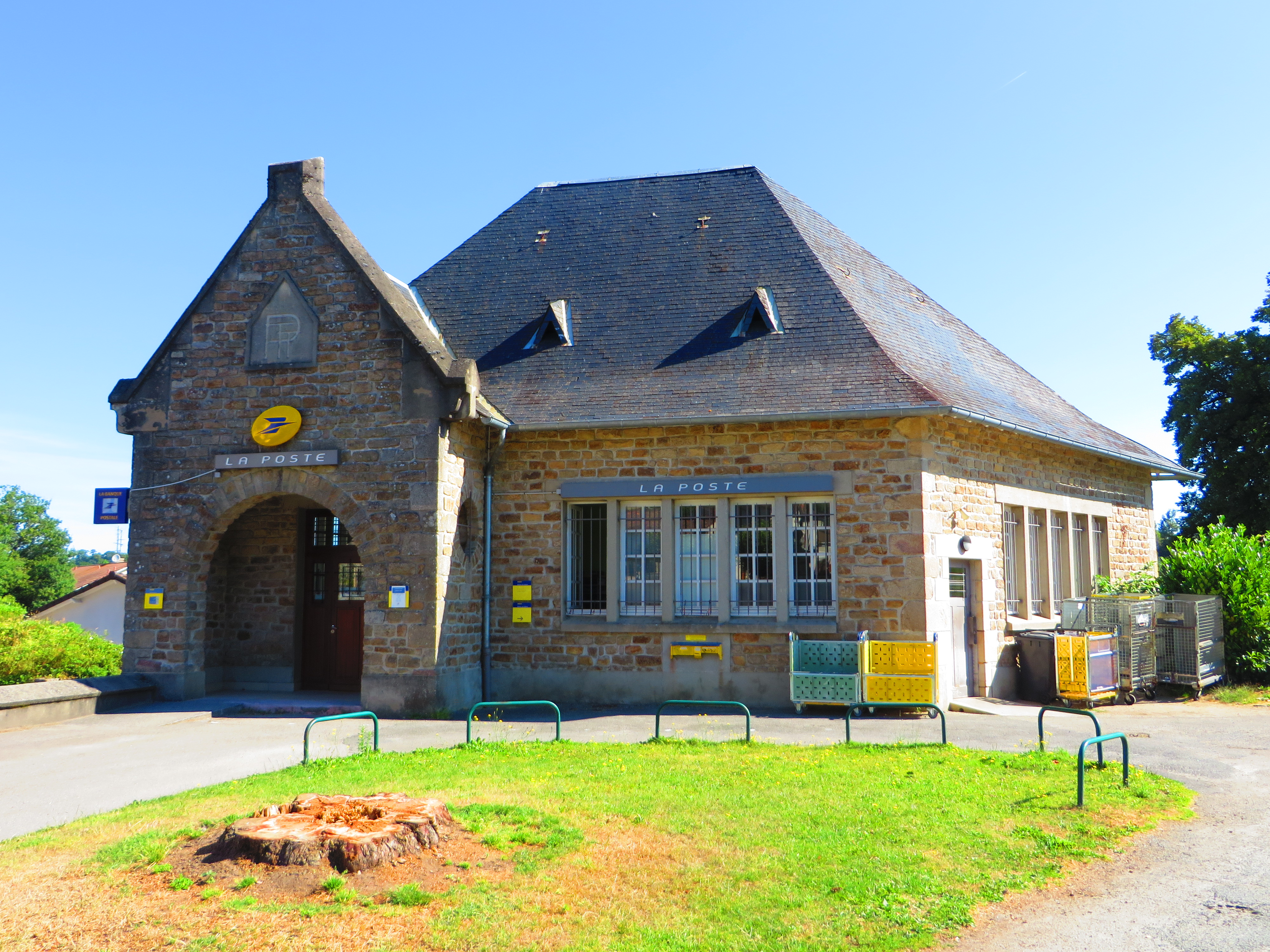
Nieul, la poste.

### Personnalités liées à la commune
- Marcel, André dit André Foussat (1911-1969), Résistant pendant la guerre, il est responsable cantonal des Mouvements unis de la Résistance (MUR) avec Jean Moulin et propagandiste clandestin de la confédération générale agricole. Après la Libération, conseiller général de Nieul, mandat qui lui sera renouvelé en 1951 et en 1958.
- Jean Gandois, personnalité du monde des affaires et ancien président du CNPF (aujourd'hui le Medef) est né le 7 mai 1930 à Nieul.
- Adolf Diekmann (1914-1944), était Sturmbannführer-SS, commandant du 1er bataillon du régiment Der Führer de la 2e division SS Das Reich responsable du massacre d'Oradour-sur-Glane, où ont été assassinées 642 personnes (240 femmes, 205 enfants et 197 hommes) le soir il investissent Nieul puis repartent le lendemain.
- Hillary Clinton a séjourné à La Chapelle Saint-Martin.

### Héraldique
|  | Les armoiries de Nieul se blasonnent ainsi : D’argent au lion de gueules, à la bordure d’azur chargée de onze besants d’argent. |

## Pour approfondir